# Tante Blanche
Marguerite Blanche Thibodeau, surnommée Tante Blanche, est née vers 1738 dans la région de Grand-Pré en Nouvelle-Écosse. Dérangée à plusieurs occasions, Marguerite fait son nom comme héroïne dans l'histoire du Madawaska en aidant les gens à survivre lors de la famine de 1797.

## Biographie

### Famille
Marguerite Blanche Thibodeau est née vers 1738 à la Rivière-aux-Canards, l'une des deux paroisses formant Grand-Pré, en Nouvelle-Écosse. Elle est la septième enfant du couple formé de Marie Leblanc et Jean Baptiste Thibodeau. Son père est le fils de Jean Thibodeau qui est lui-même le fils de Pierre Thibodeau, homme à qui l'on doit le nom de famille Thibodeau en Amérique du Nord. De son côté, sa mère, originaire de Grand-Pré, est la fille de François Leblanc et de Jeanne Hébert.

### Tension accrue entre les Français et les Anglais
Une décennie avant la Déportation des Acadiens, une série d'événements accélérèrent les tensions entre les Français et les Britanniques au détriment des familles acadiennes, dont la famille Thibodeau, poussant ces dernières à quitter Grand-Pré pour leur sécurité.
Ainsi, Jean-Baptiste Thibodeau décide, comme bien d'autres familles acadiennes, de fuir avec les siens vers l'Acadie française. La création de la ville d'Halifax en1749 et l'insistance de prêter le serment d'allégeance forcent plus de 1000 familles acadiennes à émigrer  pour leur survie marquant ainsi les débuts du Grand Dérangement.

### De Chipoudie à la Rivière Saint-Jean
La jeune Marguerite Thibodeau, sa famille et d'autres quittent Grand-Pré pour rejoindre des parents à Chipoudie, village fondé par son arrière grand-père paternel Pierre. Avec la venue de toutes ces familles, il est impossible pour les Acadiens de subvenir adéquatement aux besoins de leurs confrères réfugiés. C'est pour cette raison que plusieurs familles, dont les familles Thibodeau et Cyr, décident de quitter Chipoudie pour se rendre à la Rivière Saint-Jean vers 1754, à Ékoupag (Méductic). Lors de leur migration, la mère de Marguerite donnent naissance à trois autres enfants portant le total à quatorze.

### 1755: Déportation des Acadiens
L'année 1755 est venue tragiquement bouleverser la vie des familles acadiennes, dont certains membres de la famille à Marguerite Blanche Thibodeau.
À la suite de la prise du fort Beauséjour le 16 juin 1755 par une expédition militaire britannique en provenance de la Nouvelle-Angleterre commandé par le colonel Robert Monckton , le lieutenant-gouverneur de la Nouvelle-Écosse, Charles Lawrence, et son conseil décident de chasser tous les Acadiens de la province et de Chignectou. Le 28 juillet 1755, convaincu par le président du conseil, le juge en chef de la Cour suprême de la Nouvelle-Écosse, Jonathan Belcher, le conseil prit la décision de déporter tous les Acadiens qui ne se soumettaient pas au serment d'allégeance.

### De la Rivière Saint-Jean au Kamouraska pour ensuite revenir à la Rivière Saint-Jean
Réfugiée à Ékoupag avec sa famille, Marguerite Blanche Thibodeau y épouse Joseph François Cyr, fils vers 1758. Vivant dans la précarité, un grand nombre de familles acadiennes de la Rivière Saint-Jean se dirigent vers la ville de Québec et de ses environs afin d'avoir une meilleure qualité de vie grâce à la bienveillance de Pierre de Rigaud de Vaudreuil de Cavagnial, dernier gouverneur de la Nouvelle-France. Les familles Thibodeau et Cyr sont du nombre et elles vont se réfugier au Kamouraska, au Canada.
Encore une fois, Jean Baptiste Thibodeau permet à sa famille d'éviter le pire en migrant au Kamouraska, car le 30 octobre 1758 , le colonel Robert Monckton détruit les hameaux de la Rivière Saint-Jean jusqu'à Jemseg brûlant les habitations qu'il croisait sur son chemin.
Une fois arrivé au Kamouraska, la situation n'est guère mieux pour les familles acadiennes. Se faisant accuser d'être porteur de la variole, les Acadiens sont craints par plusieurs. De plus, la rigueur de l'hiver de 1758-1759, ajoutée aux mauvaises récoltes au Canada durant ces années, font en sorte que la vie des réfugiés est très difficile.
C'est dans ces situations difficiles que Marguerite Blanche Thibodeau Cyr et Joseph François Cyr,fils baptisent leurs premières filles respectivement en 1761 et 1762. Malheureusement pour le couple, les deux fillettes meurent l'année suivante, possiblement de la picote.
Deux ans plus tard, la mère de Marguerite, Marie Leblanc, décède le 23 septembre 1765.
La famille Thibodeau-Cyr décident donc de retourner à la Rivière Saint-Jean vers 1766-1767. En date de 1783, Marguerite et Joseph ont 9 enfants baptisés dans la paroisse d'Ékoupag et ensemble, ils ont défriché 30 acres de terre.

### Dérangé pour une dernière fois: la création du Nouveau-Brunswick
La signature du traité de Paris en 1783, qui met fin à la guerre d'indépendance américaine, provoque l'arrivée de milliers de réfugiés loyalistes en Nouvelle-Écosse. Le 16 août 1784, à la suite du mécontentement de plusieurs d'entre eux envers le gouvernement d'Halifax, la Nouvelle-Écosse est scindée en deux et la province du Nouveau-Brunswick voit le jour. Les terres étant incultivables dans le sud de la nouvelle province, à Saint-Jean, le gouvernement du Nouveau-Brunswick décide d'offrir aux Loyalistes les terres cultivées par les Acadiens à la Rivière Saint-Jean. Thomas Carleton, alors le premier lieutenant-gouverneur du Nouveau-Brunswick, offre des terres aux Acadiens dans la région de Memramcook, de Caraquet dans le nord-est du Nouveau-Brunswick et au Madawaska, dans le nord-ouest de la province.
Après l'annonce du gouvernement du Nouveau-Brunswick accordant officiellement les terres du Madawaska aux Acadiens en décembre 1789, Jean Baptiste Thibodeau et Joseph Cyr décident de se rendre au Madawaska avec les membres de leur famille au mois de mars 1790.

### Dernières années de Tante Blanche
Le 11 avril 1795, le père de Marguerite décède et ce dernier est inhumé le 14 avril dans le nouveau village de Saint-Basile, établit en 1785 et érigé canoniquement en paroisse en 1792.
C'est à l'automne 1796 et durant l'hiver 1797 que Marguerite Blanche Thibodeau Cyr est devenue une héroïne au Madawaska. Alors que l'hiver est arrivé plus tôt que prévu, les récoltes sont alors ensevelies sous la neige et l'hiver 1797 est des plus durs. Cette période est connue sous le nom de grande disette ou de la misère noire. Au cours de cette période difficile, d'après le récit de l'abbé Thomas Albert, Marguerite aide les familles en difficultés, qu'elles soient riches ou pauvres, en leur offrant des vêtements, des provisions et des soins. Elle remonte le moral de plusieurs et elle aide à ensevelir les défunts. De fil en aiguille, le personnage de Tante Blanche entre dans l'imaginaire collectif de la population madawaskayenne.
En 1803, le quatrième enfant de Marguerite, Firmin Cyr, décède. L'année suivante, son époux, Joseph François Cyr, fils rejoint son fils Firmin. En 1809, du 16 au 18 septembre, trois de ses petits enfants meurent à l'âge d'un mois, quinze mois et trois ans. C'est le 27 mars 1810 que décède Marguerite Blanche Thibodeau Cyr, dite Tante Blanche, alors âgée de 72 ans.